# Proranus adspersipennis
Proranus adspersipennis är en insektsart som beskrevs av Carl Stål 1862. Proranus adspersipennis ingår i släktet Proranus och familjen dvärgstritar. Inga underarter finns listade i Catalogue of Life.